# Felix De Roy

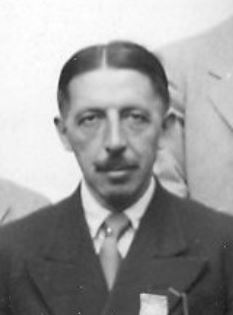
Felix de Roy (1932)

Félix Eugène Marie De Roy (* 25. Juli 1883 in Antwerpen; † 15. Mai 1942 ebenda) war ein belgischer Journalist und Amateurastronom.

## Leben
Félix Eugène Marie de Roy wurde am 25. Juli 1883 in Antwerpen geboren. Seine Schulausbildung erhielt er am Atheneum in Ixelles/Elsene, wo er großes Interesse an Mathematik und Naturwissenschaften zeigte. Er arbeitete anschließend als Journalist, im Laufe der Zeit für vier verschiedenen Zeitungen: La Métropole, L'Action Nationale, Le Neptune und ab 1926 für Le Matin. Er war zeitweilig Präsident der Antwerpen-Limbourger Sektion des Verbandes der belgischen Presse.
De Roys Leidenschaft war die Astronomie. 1905 war er Mitbegründer der Astronomischen Gesellschaft von Antwerpen, aus der später die Königliche Astronomische Gesellschaft von Antwerpen hervorging. Er war zunächst Sekretär der Gesellschaft, ab 1911 Generalsekretär und später, ab 1937, sogar ihr Präsident. Auf de Roys Initiative hin veröffentlichte die Gesellschaft ab 1908 die Aktivitäten der Gesellschaft in der monatlichen Zeitschrift Gazette Astronomique. Die Gesellschaft verfügte in einem Observatorium auf dem Dach eines Warenlagers über einen 4-Zoll-Refraktor, ein 10-Zoll-Spiegelteleskop und für Sonnenbeobachtungen ein unversilbertes 6-Zoll-Spiegelteleskop, wo de Roy hauptsächlich Veränderliche Sterne beobachtete, aber auch Meteore und Kometen, darunter auch den 1910 wieder erschienen Halleyschen Kometen. Im Laufe seines Lebens machte er zirka 91.000 Beobachtungen veränderlicher Sterne.
De Roy war Mitorganisator einer erfolgreichen Expedition zur Beobachtung der hybriden Sonnenfinsternis vom 17. April 1912.
Im Ersten Weltkrieg fiel die deutsche Armee in Belgien ein und belagerte ab 28. September 1914 Antwerpen. De Roy floh am 7. Oktober nach London, wo er und einige andere Mitglieder der Gesellschaft von Mitgliedern der British Astronomical Association (BAA), der er seit 1906 angehörte, unterstützt wurden. Die englische Astronomin Fiammetta Wilson stellte ihm ein 3,5-Zoll-Spiegelteleskop zur Verfügung, so dass er seine Beobachtungen fortsetzen konnte, darunter etwa Beobachtungen der Veränderlichen T Ursae Minoris oder Mira Ceti.
1918 entdeckte er unabhängig die Nova Aquilae, worüber er in den Monthly Notices der Royal Astronomical Society berichtete.
Nach Kriegsende kehrte nach Belgien zurück, blieb aber in der BAA aktiv. Er wurde 1922 zum Direktor der Sektion „Veränderliche Sterne“ der BAA gewählt, eine Position, die er bis 1939 innehielt. Er organisierte Beobachtungen und stellte Verbindungen zu anderen Gesellschaften her, insbesondere zur American Association of Variable Star Observers (AAVSO), deren Ehrenmitglied er wurde. 1932 reiste er zu einem Aufenthalt am Harvard-College-Observatorium in die USA. Dort beobachtete er die totale Sonnenfinsternis vom 31. August 1932 in einem Hubschrauber über Old Orchard in Maine. Ferner besuchte er den Kongress der Internationalen Astronomischen Union (IAU) in Cambridge (Massachusetts). Er war in den IAU-Kommissionen für veränderliche Sterne und für Meteore engagiert. Auch 1938 nahm er am IAU-Kongress teil, der dieses Mal  in Stockholm stattfand.
Im Zweiten Weltkrieg wurde Belgien erneut von Deutschland angegriffen. De Roy floh im Mai 1940 zunächst nach Toulouse in Südfrankreich, wo er durch die Unterstützung der örtlichen Amateurastronomen weiterhin seinen Beobachtungsarbeiten nachgehen konnte, kehrte aber bereits im September 1940 nach Antwerpen zurück. Die verhängten Ausgangssperren haben seine Beobachtungsmöglichkeiten erheblich eingeschränkt, seine Briefkontakte zu anderen Astronomen litten unter der Zensur der deutschen Besatzer. Die Versorgungslage verschlechterte sich seit 1941. Im Winter 1941/42 erkrankte de Roy an einer Bronchitis und Lungenentzündung, wovon er sich nicht wieder erholen konnte. Er starb am 15. Mai 1942 in Antwerpen im Alter von 59 Jahren.

## Ehrungen
- Félix de Roy war korrespondierender Astronom der Königlichen Sternwarte von Belgien.[3]
- Seit 1903 war de Roy Mitglied der Königlichen Astronomischen Gesellschaft Belgiens.[3]
- 1936 erhielt er einen Ehrendoktortitel in Physik und Mathematik der Universität Utrecht.[1]
- Im Jahre 1970 benannte die Internationale Astronomische Union den Krater De Roy offiziell nach Félix De Roy.[5]